# Safari Club International
Le Safari Club International (SCI) est une organisation internationale de chasseurs consacrée à la défense de la liberté de chasser et à la promotion de la conservation de la nature. Basé aux États-Unis, le SCI compte plus de 50 000 membres et 180 branches locales. Ses membres s'engagent à respecter le code éthique du club qui impose une contribution positive à la faune sauvage et aux écosystèmes, le respect des lois réglementant la chasse et le soutien aux garde-chasse et aux gardes-pêche.
La Safari Club International Foundation, la branche 501c3 du SCI, finance et gère dans le monde entier des programmes destinés à la conservation de la nature, à l'éducation en plein air et des programmes humanitaires. L'organisation a pris officiellement position contre le braconnage.

## Historique
Le Safari Club International a été fondé en 1972 par C. J. McElroy et ses compagnons de chasse. Les premières branches ont été fondées à Los Angeles, à Chicago, à Dallas, à Denver, à Houston, dans l'Arizona et dans le Mississippi. McElroy était un chasseur accompli, qui avait chassé sur les six continents, dans près de 50 pays, avec à son tableau de chasse plus de 200 spécimens records.

## Fonctionnement
Le SCI est dirigé par un président, un vice-président et des directeurs régionaux, tous élus à ces postes parmi les membres. Le président est élu pour une durée d'un an, le vice-président pour deux ans.
Le siège social de l'organisation est situé à Tucson, dans l'Arizona. Le Safari Club International organise chaque année une convention.

## Projets de conservation
Les programmes d'éducation et de conservation du SCI sont conduits par la Fondation du club, une organisation à but non lucratif « dédiée à la conservation de la nature, à l'éducation en plein air et à des programmes humanitaires ». Bien que cette fondation a été mise en place par le SCI et partage des membres du bureau avec le SCI, elle est une entité juridique distincte.

## Programmes humanitaires
Le programme Chasseurs Contre la Faim a commencé en 1989 et a fourni de la viande provenant d'animaux chassés à des banques alimentaires, grâce au réseau des branches locales du SCI. En 2006, plus de 250 000 livres de viande de gibier sauvage ont été donnés à des organismes de bienfaisance.
Le programme Safari Sensoriel permet aux personnes malvoyantes de mieux concevoir à quoi ressemblent les animaux sauvages en touchant des peaux, des crânes, des cornes et des bois. La National Federation of the Blind (NFB, Fédération nationale des aveugles) signe en 1997 un protocole d'entente avec le SCI afin qu'il présente un Safari Sensoriel lors des conventions nationales et locales de la NFB.
Les chasseurs qui participent à au programme SafariCare emmènent avec eux des sacs remplis par le SCI avec des fournitures médicales et scolaires pour les cliniques et les écoles des régions reculées des pays en développement où ils chassent. Le programme SafariWish fait partie du programme SafariCare, il est conçu pour donner aux enfants atteints de maladies mortelles une chance d'aller à la chasse.
Le programme Disabled Hunter, par le biais des branches du SCI, permet de parrainer des voyages de chasse pour les personnes handicapées.

## Convention annuelle des chasseurs

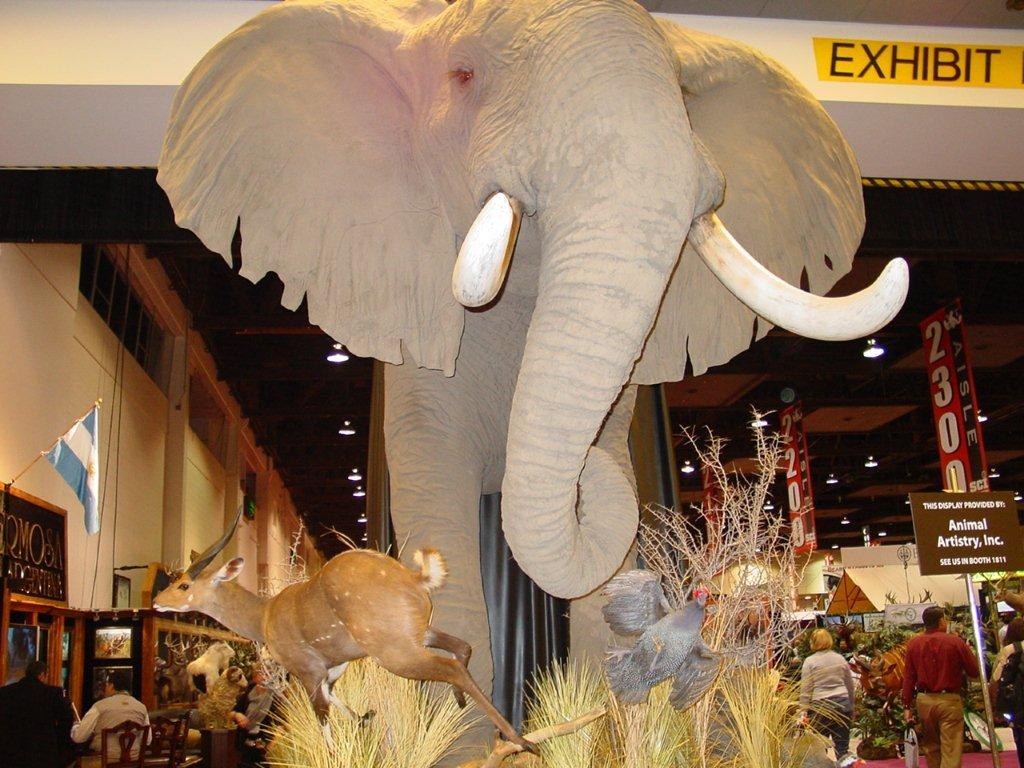
Exposition de taxidermie à la convention de chasse du SCI de 2011.

Depuis 1973, le SCI organise une convention annuelle dédiée à la chasse. En 2013, plus de 25 000 membres du club et 1 000 exposants ont participé à la convention.

## Publications
L'organisation publie un magazine bimensuel intitulé Safari qui présente des histoires de chasse, des questions concernant la chasse sportive, des critiques de livres et de matériel, ainsi que des rapports sur la conservation. Le magazine édite chaque année un numéro spécial qui met à l'honneur les chasseurs de trophées.
La nouvelle publication de l'organisation est le Safari Times.

## Récompenses
Le livre des records du Safari Club International est un système de tenue des records parmi les plus reconnus. Les trophées sont mesurés et répertoriés en fonction de leur taille (cornes, bois, défenses et/ou corps), du lieu de leur prise (milieu sauvage ou ranch), de l'arme utilisée (arc et flèche, fusil, arme à chargement par la bouche). Les médailles et les prix sont présentés classés au sein de chaque espèce. Ce livre classe toutes les espèces de gibier à l'aide de sa propre méthode de notation. “Les scores les plus élevés reviennent aux animaux les plus grands”. Des cérémonies de remise des prix se tiennent lors de la convention annuelle du Club.

## Lobbying politique
En 1979, lorsque le SCI était encore relativement nouveau, il a sollicité l'approbation du gouvernement américain pour l'importation de 1 125 trophées de chasse de 40 espèces (gorilles, guépards, tigres, orangs-outans, léopards des neiges...) vers les États-Unis pour « la recherche scientifique et encourager la propagation et la survie des espèces. » Parce que ces trophées provenaient d'animaux chassés, le US Fish and Wildlife Service a refusé la demande.

### Importations de trophées d'ours blancs
En 1994, le SCI a fait pression avec succès pour changer le Marine Mammal Protection Act des États-Unis, afin de permettre l'importation de trophées de chasse d'ours blancs du Canada vers les États-Unis, alors que cela était jusqu'alors interdit. En 2007, le SCI a témoigné à une audition du Fish & Wildlife Service (FWS) pour s'opposer à l'inscription de l'ours blanc sur la liste des « espèces menacées » de l'Endangered Species Act. Le FWS s'est dit préoccupé par l'impact du changement climatique sur la survie de l'espèce. Le SCI a fait valoir que les études scientifiques citées par le FWS étaient spéculatives et incomplètes. Des populations en relativement bonne santé existent dans les zones où la chasse est permise et il affirme que la chasse sportive de ces populations permet de fournir un financement des actions de conservation, une protection de l'habitat ainsi que des revenus pour les populations locales. Le SCI a déclaré que « La décision des États-Unis de lister l'ours blanc parmi les espèces menacées changera simplement l'identité de ceux qui les chassent au Canada, chasseurs américains ou chasseurs autochtones. »

## Critiques

### Espèces menacées
Le SCI a été critiqué par la Humane Society of the United States (HSUS) d'une part pour son soutien à la chasse d'espèces menacées d'antilopes africaines dans des ranchs de chasse au Texas et en Floride, et d'autre part pour récompenser par des prix la chasse de grands félins, d'éléphants, de rhinocéros et de buffles d'Afrique.
Le SCI considère que la chasse peut faire partie intégrante de la gestion de ces espèces et fournit les fonds nécessaires pour la préservation de leurs habitats,. Le SCI, ainsi que d'autres organisations liées à la chasse ou non, est intervenu dans un procès fédéral au cours duquel la HSUS contestait la réglementation qui permet la chasse de spécimens captifs d'oryx algazelles, de gazelles dama et d'addax. Le US Fish and Wildlife Service (FWS) considère que, « l'élevage en captivité de ces espèces aux États-Unis a favorisé la propagation ou la survie de l'oryx algazelle, de l'addax et de la gazelle dama dans le monde entier en sauvant ces espèces proches de l'extinction et en fournissant un stock nécessaire pour la réintroduction. La chasse sportive de l'excédent de ces animaux génère un revenu qui permet de soutenir cet élevage et pourrait soulager les populations sauvages de la pression de la chasse. » En février 2008, cette affaire est toujours en cours.